# Olesicampe longipes
Olesicampe longipes är en stekelart som först beskrevs av Cornelius Herman Muller 1776.  Olesicampe longipes ingår i släktet Olesicampe och familjen brokparasitsteklar. Arten är reproducerande i Sverige. Inga underarter finns listade i Catalogue of Life.